# Aleksandr Averin
Aleksandr Dmitriyevich Averin (em russo:  Александр Дмитриевич Аверин; nascido em 11 de abril de 1954) é um ex-ciclista soviético de ascendência azeri. Competiu representando a União Soviética nos Jogos Olímpicos de Verão de 1976 na prova de estrada, terminando em décimo sétimo lugar.